# Carl Herlitz
Carl Herlitz (* 14. Dezember 1867 in Ohlau, Schlesien; † 12. Februar 1939 in Berlin) war ein deutscher Buchhändler und der Gründer des Familien-Unternehmens Herlitz.

## Leben
Carl Herlitz wurde als Sohn von Eduard Herlitz und Emilie Herlitz (geb. Baron) geboren. Er hatte sechs Geschwister. Der Vater war als Geschäftsmann mit einer Schnapsbrennerei und einem renommierten Gasthof zu Wohlstand gekommen und als Stadtrat von Ohlau tätig. Carl verließ bereits mit 18 Jahren Schlesien, zog in die Metropole Berlin und absolvierte dort eine Lehre als Buchhändler.
1904 machte er sich als Papier- und Schreibwarengroßhändler in Schöneberg b. Berlin selbständig. Das Einzelunternehmen des Carl Herlitz wurde erstmals 1905 im Berliner Adressbuch unter „Vertreter auswärtiger Häuser der Papier- und Kontorutensilien-Branche“ aufgeführt. Auf diesen Zeitpunkt geht auch die Gründung des Familien-Unternehmens Herlitz zurück, aus dem 1972 die Herlitz AG hervorging. Die Carl Herlitz Bürobedarfs-Großhandlung handelte neben Papierprodukten mit Gummiringen und Tintenfässern und vertrieb als erste Firma Klebefilme.
1910 heiratete Carl Herlitz Berta Böker (1886–1962), mit der er drei Söhne hatte: Heinz (1911–1991), Günter (1913–2010) und Walter (1918–2007).
Carl Herlitz konnte sich gegen die Konkurrenz auf dem Schreibwarensektor hauptsächlich deshalb durchsetzen, weil er regelmäßig die Leipziger Messe besuchte, um seiner Kundschaft Neuheiten zu präsentieren. So verkaufte er beispielsweise Anspitzer in Tierform oder ein Zentimetermaß, das man in einem kleinen Gehäuse einrollen konnte. Mit dem üblichen Sortiment aus Schulheften, Schreibfedern und Bleistiften hätte er gegenüber den etablierten Großhändlern nicht bestehen können.
1929 zählte die Firma, gemessen am Umsatz, zum Mittelfeld der Berliner Schreibwaren-Großhandlungen. Nach 31 Jahren zog sich Carl Herlitz aus gesundheitlichen Gründen aus der Firma zurück und überließ 1935 seinem Sohn Günter Herlitz die Firmenleitung. Dieser baute das Unternehmen nach dem Krieg zu Europas führendem Unternehmen der Papier-, Büro- und Schreibwarenbranche aus.
Während Carls Sohn Walter nach dem Krieg den Berliner Fach C&C der Firma Herlitz leitete, war der älteste Sohn Heinz Herlitz über 30 Jahre Syndikus bei der Central Cinema Company Filmproduktionsfirma von Artur Brauner.